# Rossend Dalmau
Rossend Dalmau i Martí (Barcelona, 1836 - Madrid, 17 d'abril de 1902) fou un famós tenor, director escènic i llibretista de sarsueles. Va ser un dels tenors més coneguts de sarsuela de la segona meitat del segle xix.

## Biografia
Fill d'un conegut metge de Barcelona (mort a Madrid el desembre de 1870) Joaquim Dalmau, va iniciar-se en el teatre, en la companyia de teatre de Manuel Catalina i Matilde Díaz, passant més tard a la companyia de Valero, el qual treballava al Gran Teatre del Liceu.
Va estudiar música al Conservatori del Liceu de Barcelona. Va començar la seva carrera com a tenor els anys seixanta, de la mà de Luis Olona di Franco, l'empresari del Teatre Principal. Va aparèixer a les sarsueles de compositors com ara Francisco Asenjo Barbieri i Manuel Fernández Caballero, tant a Madrid com a Barcelona.
Al Gran Teatre del Liceu apareix el seu nom com a actor de declamació i director teatral en els llibrets d'obres allí estrenades en la Temporada 1859-1860 del Liceu. Entre els llibrets esmentats es troben quatre obres d'estil patriòtic dedicades als voluntaris catalans al Marroc, totes quatre amb música de Francesc Porcell i llibret de Josep Antoni Ferrer i Fernández, agrupades sota el nom de Los catalans en Àfrica:
- A l'Àfrica, Minyons! (26 de novembre de 1859)[8]
- Minyons, ja hi som!
- Ja hi van a l'África (29 de gener de 1860)[9]
- Ja tornan! (1860)

Va cantar també al Gran Teatre del Liceu de Barcelona, en la temporada 1871-1872.
Al llarg de la seva carrera de tenor va arribar a estrenar unes 45 sarsueles. A començaments de la dècada de 1880 va formar companyia de sarsuela, a la qual feia de director, de tenor o d'actor de declamació.
L'any 1883 va morir, a causa d'una pulmonia, la seva primera esposa. Es va casar en segones núpcies amb Adela Martínez-Villergas Fernández, filla del periodista, poeta satíric i polític Juan Martínez Villergas (1816-1894), conegut a l'època simplement com Villergas.
Després de perdre la veu, va aconseguir una plaça al Teatre de la Zarzuela de Madrid, que segons Manuel Fernández de la Puente, gerent del teatre, es van haver d'inventar expressament per ell, donat que totes les places importants eren ja cobertes: inspector artístic.
L'any 1896 es va anunciar per error la seva mort, i el diari barceloní La Vanguardia li va dedicar un article que reproduiria parcialment arran de la seva mort, l'any 1902.
Va morir en la més absoluta pobresa a l'Asil de les Germanetes dels Pobres de Madrid, cec i gairebé sense veu, sent enterrat al Cementeri de l'Est de la ciutat, anant les despeses de l'enterrament a càrrec dels seus amics artistes.

## Obres
Com llibretista va ser autor (en algun cas coautor) de:
- Un sol que nace y un sol que muere (sobre una comèdia de José de Echegaray de 1880).
- Amor que empieza y amor que acaba (any 1879).[19]
- El capitán Merimac (coautor, any 1885).[20]
- Haz bien... (1881).[21]
- Un minué (1881).[22]
- La condesita (coautor, 1888).[23]